# Nàng Mau
Nàng Mau là thị trấn huyện lỵ của huyện Vị Thủy, tỉnh Hậu Giang, Việt Nam.

## Địa lý
Thị trấn Nàng Mau có vị trí địa lý:
- Phía đông giáp xã Vị Thắng
- Phía tây giáp xã Vị Trung và xã Vị Thủy
- Phía nam và phía bắc giáp xã Vị Thắng và xã Vị Trung.

Thị trấn Nàng Mau có diện tích 5,23 km² và dân số năm 2019 là 6.449 người, mật độ dân số đạt 1.233 người/km².

## Lịch sử
Ngày 1 tháng 7 năm 1999, Chính phủ ban hành Nghị định số 45/1999/NĐ-CP về việc thành lập thị xã Vị Thanh và đổi tên huyện Vị Thanh thành huyện Vị Thủy. Theo đó, thành lập thị trấn Nàng Mau thuộc huyện Vị Thủy trên cơ sở 420 ha diện tích tự nhiên và 3.803 nhân khẩu của xã Vị Thủy; 204 ha diện tích tự nhiên và 1.819 nhân khẩu của xã Vị Thắng.

## Hành chính
Thị trấn Nàng Mau được chia thành 5 ấp: 1, 2, 3, 4, 5.

## Hình ảnh

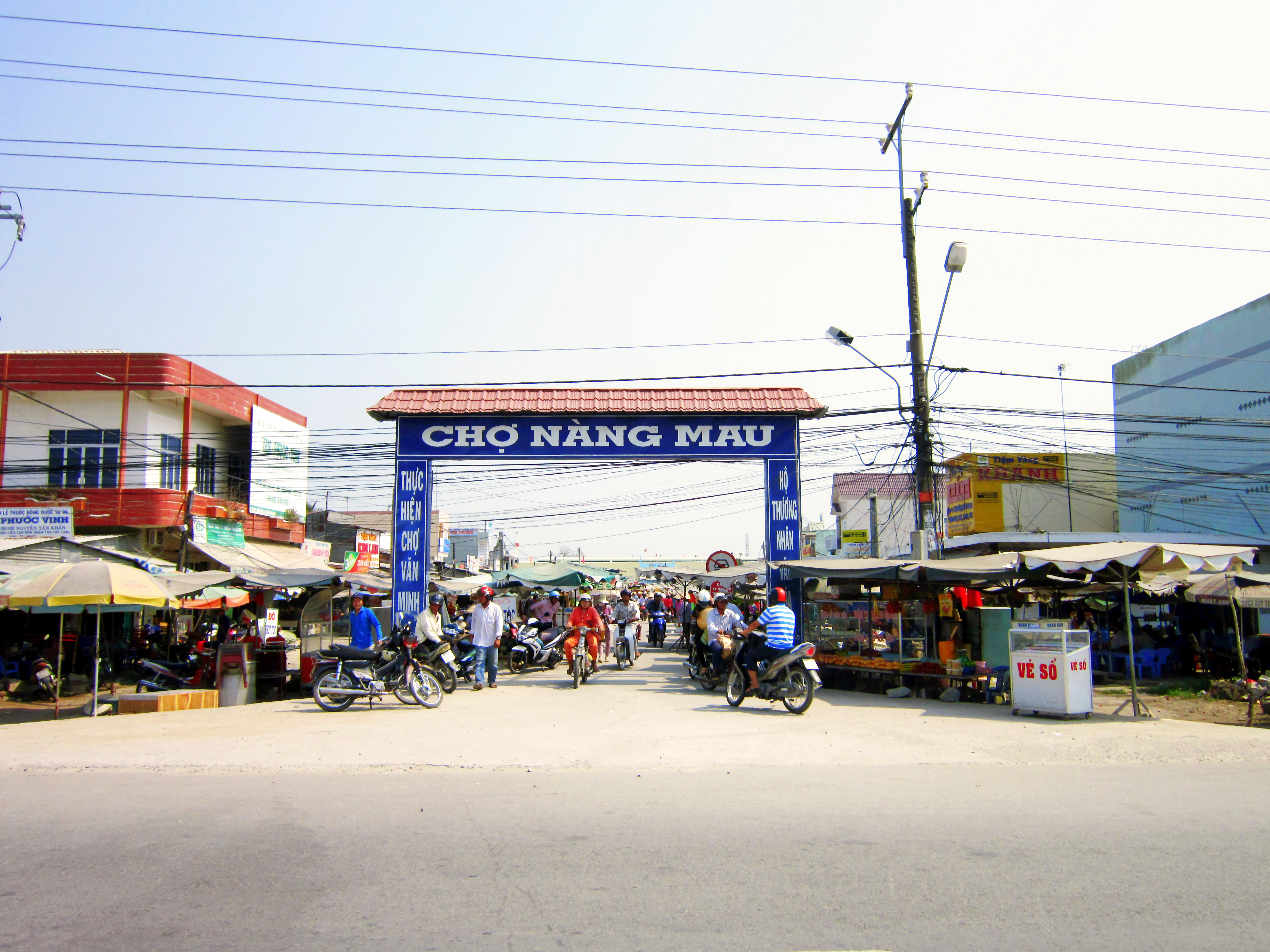
Chợ thị trấn Nàng Mau.
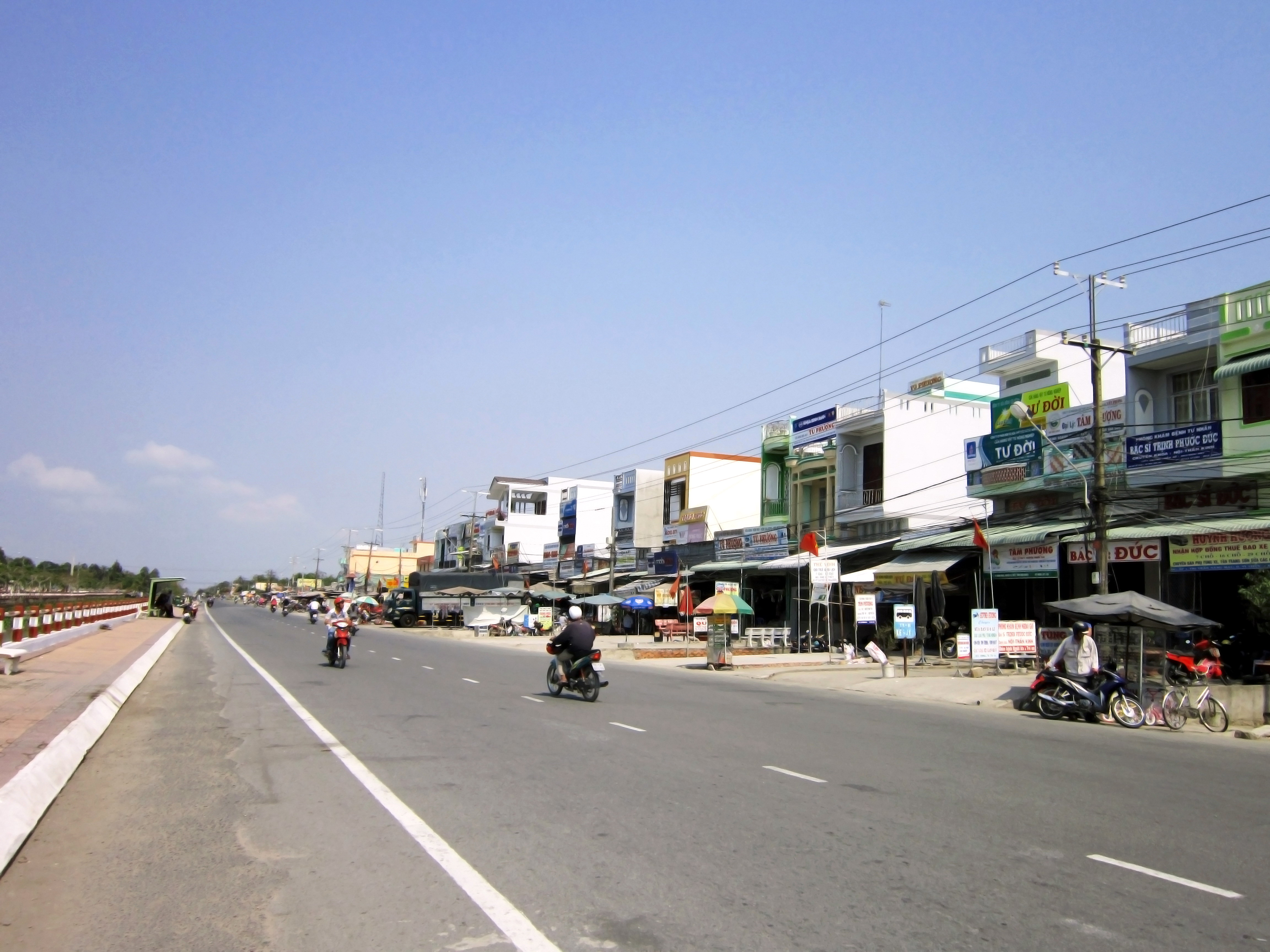
Trên Quốc lộ 61, đoạn đi qua thị trấn Nàng Mau.
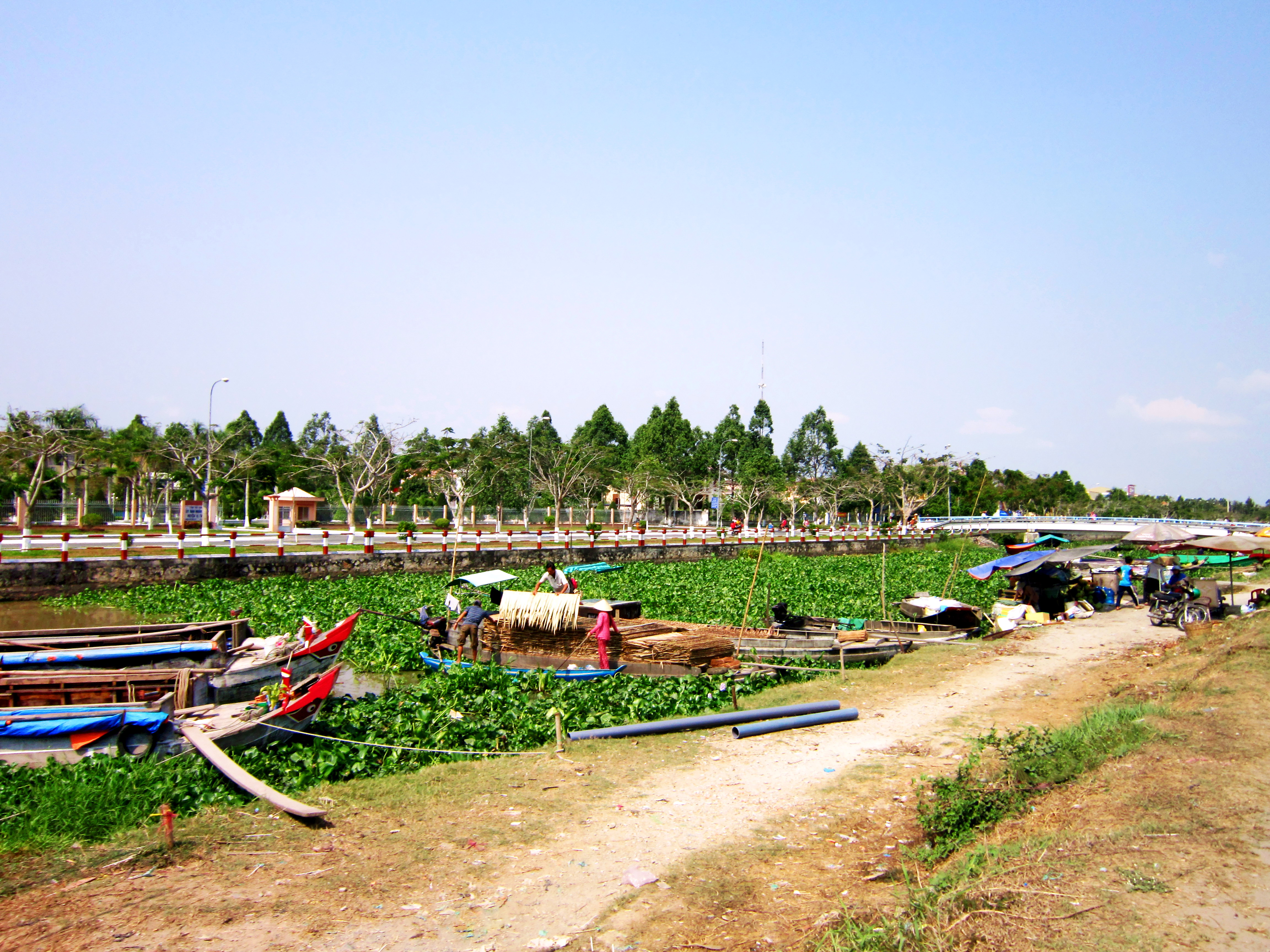
Bến tàu hàng ở khu chợ thị trấn Nàng Mau.